# Noris Herrera Rodríguez
Noris Herrera Rodríguez (Caracas, 6 de agosto de 1971) es una política venezolana. Se desempeñó como Vicepresidenta de la Comisión para el Fortalecimiento y la Democracia Participativa de las Comunas y los Consejos Comunales.

## Carrera
Formó parte de la Asamblea Nacional Constituyente por el sector Comunal para el Distrito Capital.
Noris Herrera estuvo desde el inicio de la conformación de los Comité Locales de Alimentación y Producción (CLAP), de igual forma ha sido propulsora de los proyectos de CLAP en el área Textil.
Es integrante de la dirección política del Partido Socialista Unido de Venezuela (PSUV) en Caracas.
Ministra para las Comunas y los Movimientos Sociales, designada el 4 de septiembre de 2020 por Nicolás Maduro. Se desempeñó como constituyente de la Asamblea Nacional Constituyente (ANC) por el sector Comunal para el Distrito Capital.